# 断龙山镇
断龙山乡，是中华人民共和国湖南省湘西土家族苗族自治州古丈县下辖的一个乡镇级行政单位。

## 行政区划
断龙山乡下辖以下地区：
断龙社区、田家洞村、龙王湖村、细塔村、报吾烈村、白溪村、喜其哈村、溪龙村、米多村、猛虎洲村、梅塔村、百家村、坐苦坝村、小白村、尚家村和杨家河村。